# Regis Amarante
Régis Amarante Lima de Quadros (født 3. august 1976) er en tidligere fodboldspiller fra Brasilien.
Han har spillet over 200 kampe i den bedste brasilianske række, for en del klubber.
Det har også været til korte visit i Europa. Først i 2003 hvor han var et lille år hos den russiske klub FC Saturn Moscow og senest i foråret 2007 hvor han var i Viborg FF i et halvt år.